# Дейл, Джо
Джо́зеф Дейл (англ. Joseph Dale; 3 июля 1921 — 11 сентября 2000), также известный как Джо Дейл (англ. Joe Dale) — английский футболист, крайний правый нападающий. Провёл несколько матчей за клубы Футбольной лиги «Манчестер Юнайтед» и «Порт Вейл», но большую часть карьеры провёл в небольшого клубе «Уиттон Альбион», где стал местной «легендой».

## Футбольная карьера
Уроженец Нортуича, графство Чешир, Дейл начал футбольную карьеру в местном клубе «Уиттон Альбион», выступавшем в Чеширской лиге. В июне 1947 года перешёл в «Манчестер Юнайтед». 27 сентября 1947 года дебютировал за «Юнайтед» в матче Первого дивизиона против «Престон Норт Энд». Неделю спустя, 4 октября 1927 года, провёл свой вторую игру за «Юнайтед»: это был матч против «Сток Сити». Этот матч стал для него последним в футболке «Манчестер Юнайтед», и в апреле 1948 года он покинул клуб, став игроком клуба «Порт Вейл», заплатившего за его трансфер 1000 фунтов стерлингов.
10 апреля 1948 года Дейл дебютировал за «Порт Вейл» в матче Третьего южного дивизиона против «Уолсолла». В октябре 1948 года покинул «Порт Вейл», сыграв за клуб 9 матчей и забив 1 гол, вернувшись в «Уиттон Альбион», который заплатил за возвращение своего игрока «рекордную сумму».

## Статистика выступлений
| Клуб              | Сезон            | Лига | Лига | Кубок | Кубок | Итого | Итого |
| Клуб              | Сезон            | Игры | Голы | Игры  | Голы  | Игры  | Голы  |
| ----------------- | ---------------- | ---- | ---- | ----- | ----- | ----- | ----- |
| Манчестер Юнайтед | 1947/48          | 2    | 0    | 0     | 0     | 2     | 0     |
| Манчестер Юнайтед | Итого            | 2    | 0    | 0     | 0     | 2     | 0     |
| Порт Вейл         | 1947/48          | 3    | 0    | 0     | 0     | 3     | 0     |
| Порт Вейл         | 1948/49          | 6    | 1    | 0     | 0     | 6     | 1     |
| Порт Вейл         | Итого            | 9    | 1    | 0     | 0     | 9     | 1     |
| Всего за карьеру  | Всего за карьеру | 11   | 1    | 0     | 0     | 11    | 1     |